# Holzthaleben
Holzthaleben ist mit etwa 840 Einwohnern der größte Ortsteil und Sitz der Gemeinde Helbedündorf im westlichen Teil des thüringischen Kyffhäuserkreises.

## Geografie

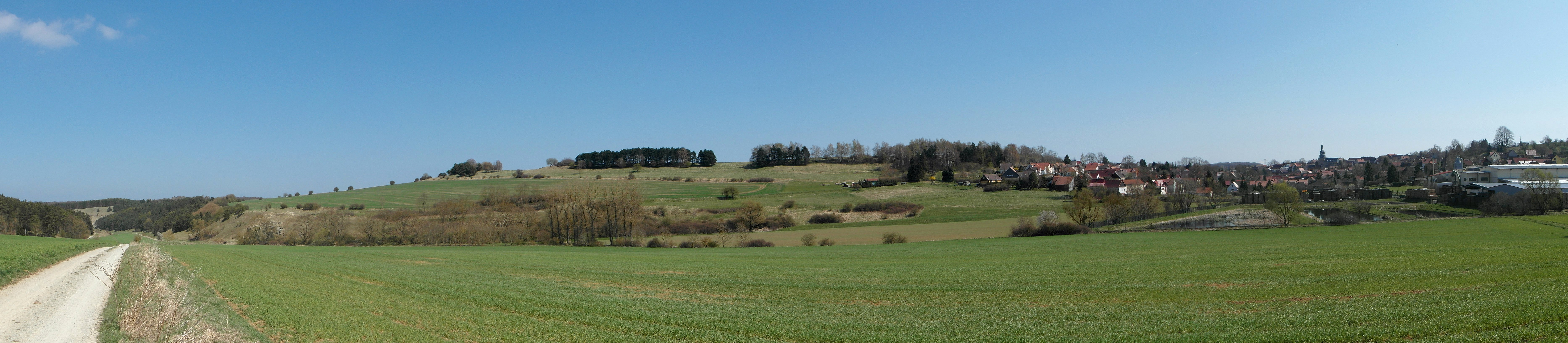
Holzthaleben von Norden und Helbetal

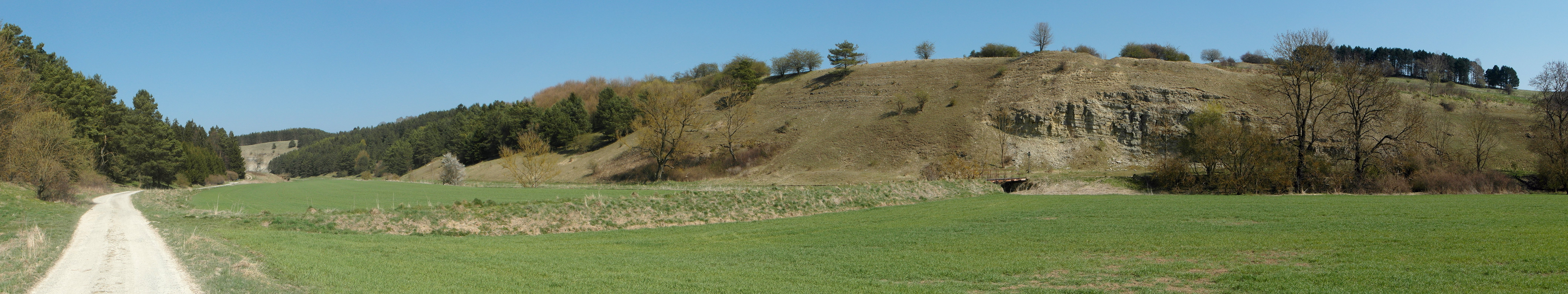
Kleiner Kalkstein Abbruch am Beginn des Helbetals

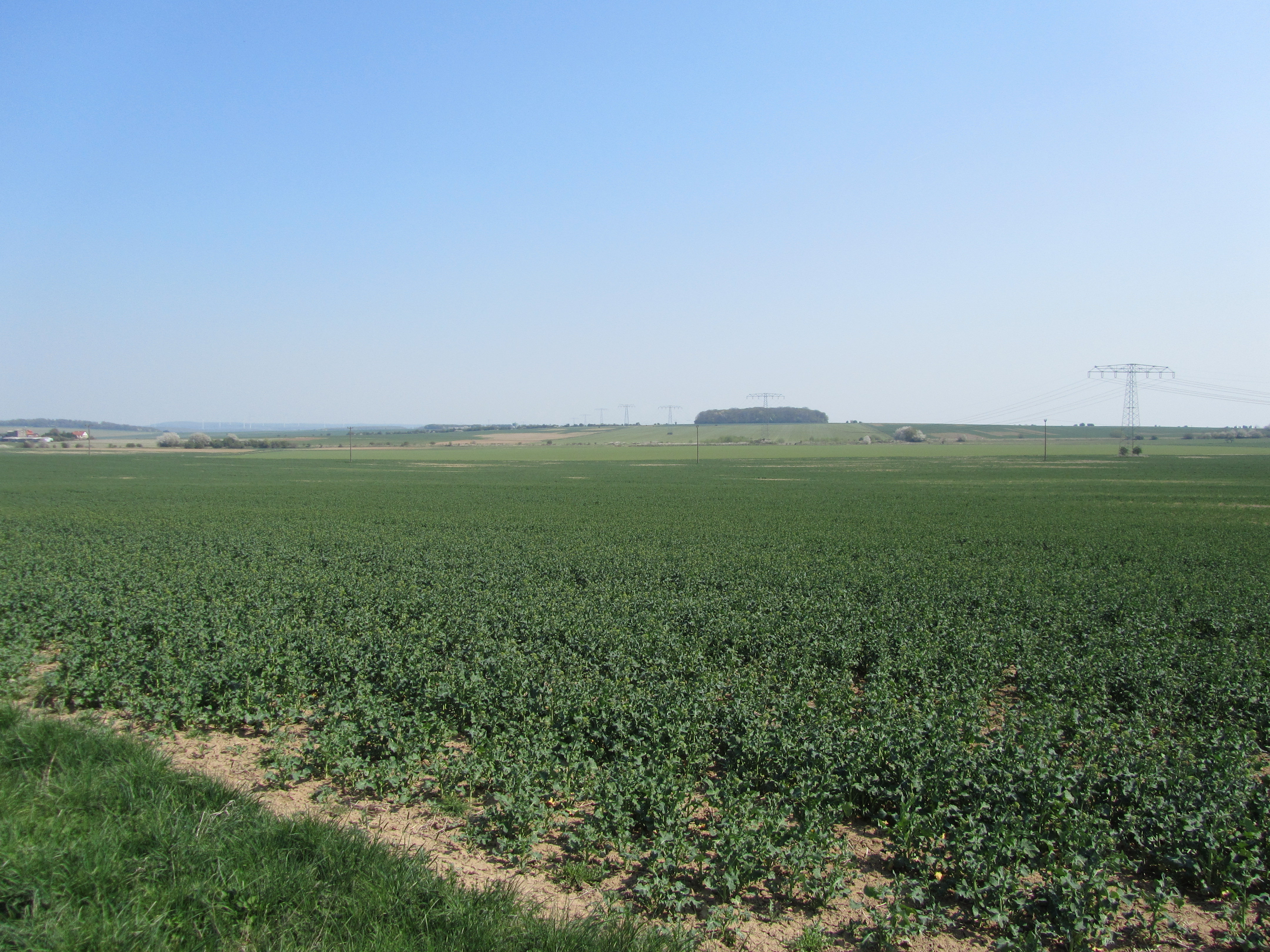
Trotz der Höhenlage von etwa 430 Metern unterscheidet sich das Landschaftsbild des Thüringer Beckens südlich von Holzthaleben kaum von dem tiefer gelegener Bereiche

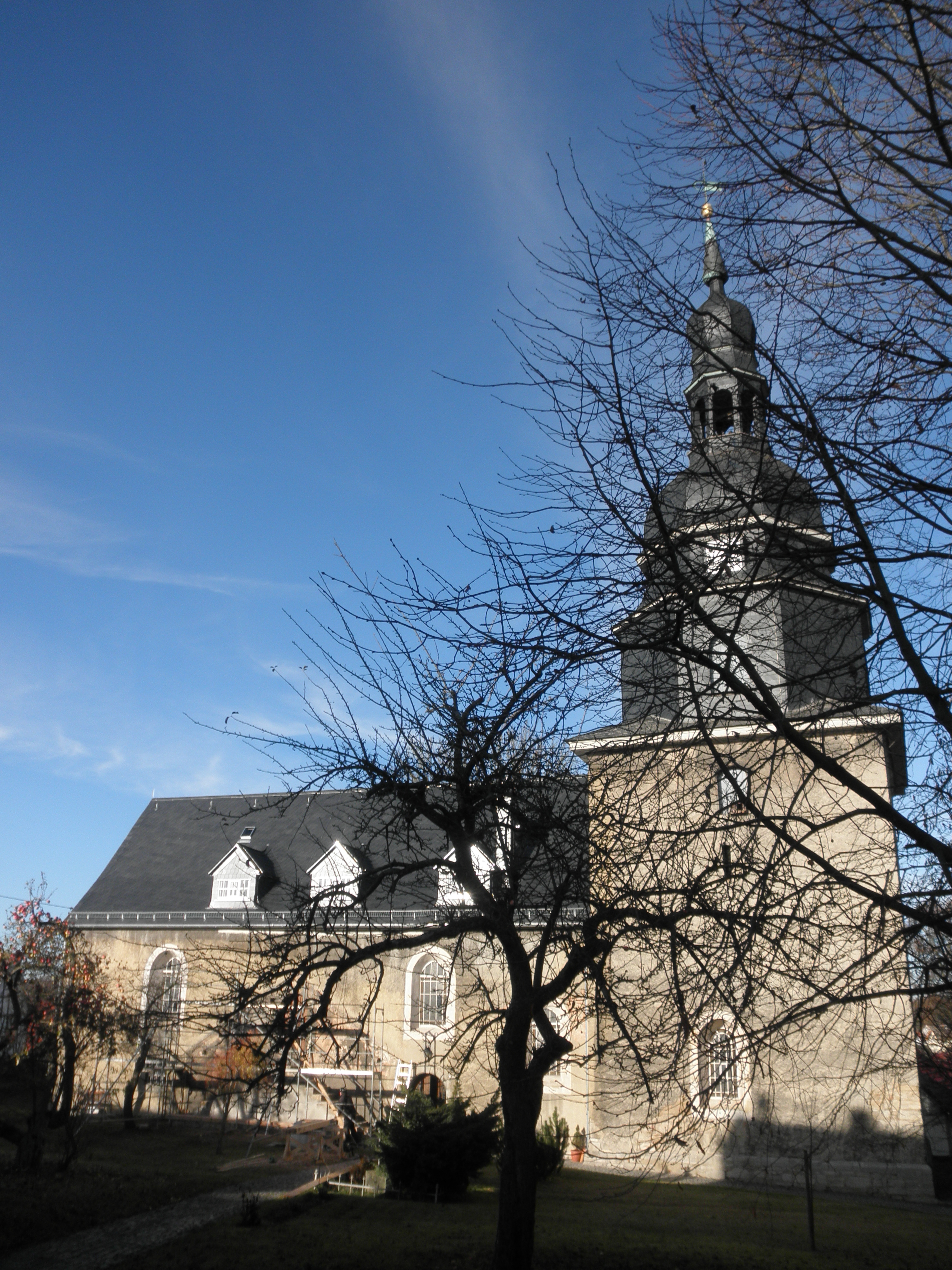
St. Peter und Paul-Kirche von Holzthaleben

### Geografische Lage
Holzthaleben liegt an der Grenze der beiden Höhenzüge Dün und Hainleite auf einem Muschelkalkplateau am Nordwestrand des Thüringer Beckens. In das nach Norden ansteigende Plateau öffnet sich – als Anomalie – das obere Tal der Helbe in einem Bogen nach Nordwesten um wieder nach Süden abzufließen. Der Ort selbst liegt auf einer Höhe zwischen ca. 375 m über Normalhöhennull (NHN) und 420 m über NHN, wobei sich der größte Teil des Ortes in einer Talmulde im Quellgebiet der Helbe befindet.
Der höchste natürliche Punkt wird mit 498,1 m über NHN im Nordwesten der Gemarkung im Holzthalebener Wald erreicht. Weitere nennenswerte Erhebungen sind der Lorenzkopf (455,3 m über NHN), die Watte (443,0 m über NHN), der Feldberg (436,6 m über NHN) und das Mehlisch (430,9 m über NHN). Der tiefste Punkt liegt an der östlichen Gemarkungsgrenze im Ingelstedter Grund bei ca. 330 m über NHN.
Die nächstgelegenen größeren Städte sind Mühlhausen/Thüringen (ca. 16 km), Sondershausen (ca. 23 km), Leinefelde-Worbis (ca. 24 km) und Nordhausen (ca. 35 km).

### Nachbargemeinden
An die Gemarkung grenzen folgende Orte bzw. Ortsteile – im Uhrzeigersinn im Westen beginnend: Keula (Ortsteil von Helbedündorf), Rehungen (Ortsteil von Sollstedt), Friedrichsrode, Großbrüchter, Kleinbrüchter (alle Ortsteile von Helbedündorf), Unstruttal (Ortsteile Urbach und Menteroda).

## Geschichte
Die Gegend um die heutige Gemeinde war bereits in der jüngeren Steinzeit und in der Bronzezeit besiedelt, was durch verschiedene Funde in der Gemarkung des Ortes belegt wird. Den in frühgeschichtlicher Zeit im nördlichen Thüringen siedelnden Kelten wird die Anlage der nördlich des Ortes gelegenen Helbeburg zugeschrieben, bei der es sich um eine Wallburg handelte. Sie spielte auch nach der germanischen Landnahme, mindestens bis zum Untergang des Thüringer Reiches im Jahre 531, eine Rolle und bot Schutz für die benachbarten Bewohner. In der Ortslage wurden römische Münzen gefunden, die Handel mit dem Römischen Reich belegen.
Belegt ist die Existenz des Ortes seit dem Jahr 846. Die älteste Holzthaleben betreffende Urkunde datiert aus dem Jahr 876. Sie besagt, dass der Ort bereits 30 Jahre früher bestand. Darin trifft Ludwig der Deutsche, seinerzeit König des Ostfränkischen Reiches, eine Entscheidung über den Zehnten zugunsten der Abtei Fulda. Davon abweichend weist Wolfgang Kahl eine urkundliche Ersterwähnung vom 20. März 1143 nach.
In den folgenden Jahrhunderten entwickelte sich der Ort zu einem der größten Dörfer der Umgebung. Dies geschah trotz des unwirtlichen Klimas, des schlechten Bodens und der die Gemeinde immer wieder heimsuchenden Kriege und Epidemien. So wurde bereits im Jahr 1251 ein Pfarrer erwähnt. Der älteste Teil (Turm) der Gemeindekirche datiert aus der Zeit zwischen 1250 und 1300. Im Jahre 1562 wurde das Schenkhaus gebaut. Eine Gemeindeordnung wurde 1563 erlassen.
Der Dreißigjährige Krieg (1618–1648) traf Holzthaleben von allen Kriegen in seiner belegten Geschichte am härtesten. Ein Großteil der Bevölkerung wurde während der Schrecken des Krieges vertrieben oder getötet. Die Truppen des Grafen zu Pappenheim plünderten den Ort 1632 völlig aus. Im Jahr 1646 standen lediglich noch 62 Häuser im Ort. In der Folge des Krieges war die Gemeinde so verarmt, dass nicht einmal mehr ein Pfarrer bezahlt werden konnte. Der größte Teil der Ländereien wurde nicht mehr bearbeitet.
In den Jahren 1682/1683 litt der Ort unter der Pest. 1744/1745 wurde ein großer Teil des Dorfes durch Feuer zerstört. Davon war auch die Kirche betroffen.
Auch der Siebenjährige Krieg (1756–1763) und die Befreiungskriege gegen Napoléon I. (1813–1815) setzten der Gemeinde mit Einquartierungen von Soldaten, Rekrutierungen und Kriegssteuern zu.
In der zweiten Hälfte des 19. Jahrhunderts begann auch in Holzthaleben das Industriezeitalter. In den 60. Jahren des Jahrhunderts wurde die Chaussee von Großbrüchter über Holzthaleben nach Keula gebaut. Im Juni 1881 hat man den Ort an das Telefonnetz angeschlossen. Zwei Dampfmühlen wurden 1889 errichtet.
Auch in der ersten Hälfte des 20. Jahrhunderts setzte sich die positive Entwicklung des Ortes zunächst fort. Mit der Inbetriebnahme der Greußen-Ebeleben-Keulaer Eisenbahn im Jahr 1901 war Holzthaleben auch an das Eisenbahnnetz angeschlossen. Der Bau einer Molkerei erfolgte im Jahr 1905. Der Beginn der Kalisalzförderung 1909 im benachbarten Menteroda brachte einen weiteren Aufschwung.
Der Erste Weltkrieg (1914–1918) forderte 46 Opfer in der Gemeinde.

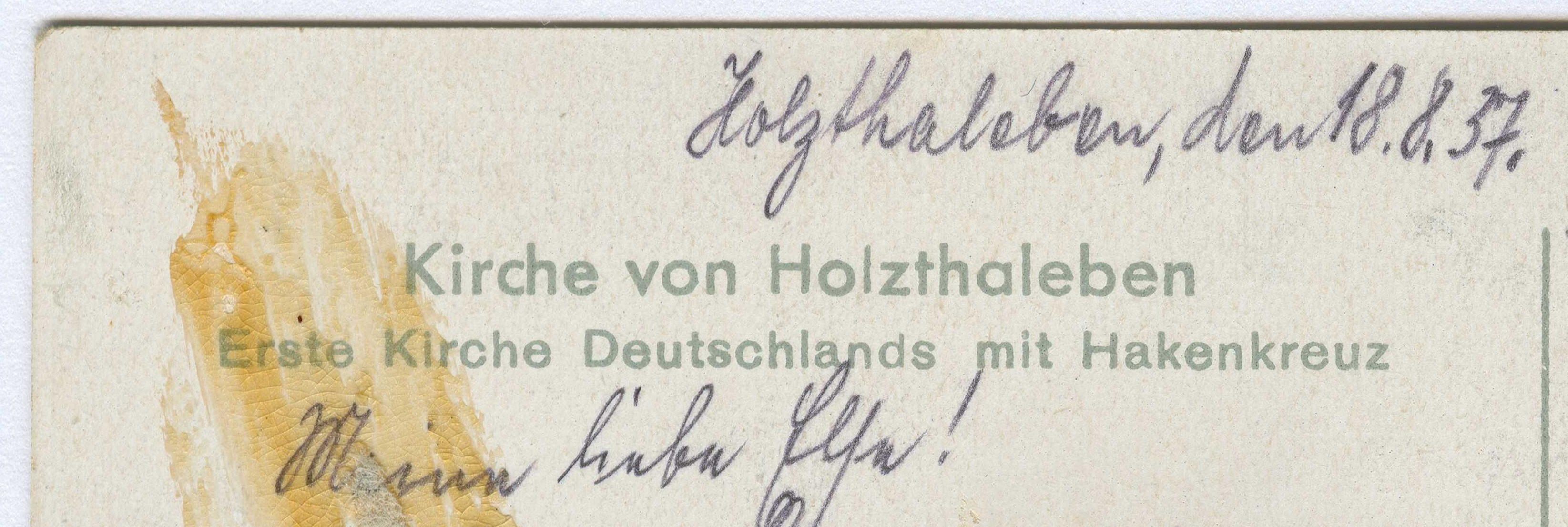
Beschriftung der Kirchenpostkarte

Während der Zeit der NS-Herrschaft ließen der NSDAP-Ortsgruppenleiter und weitere Anhänger der Kirchenpartei „Deutsche Christen“ auf dem Kirchturm 1934 ein Hakenkreuz anbringen, das elf Jahre über dem Ort prangte. Auf einer Postkarte wurde mitgeteilt, dass der Ort mit seiner Turmbekrönung das erste Kirchturm-Hakenkreuz des Deutschen Reiches besitzt. Eigentlich sollten 1939 auf Anordnung von Gauleiter Sauckel Symbole dieser Art wieder entfernt werden, jedoch bis zum Frühjahr 1945 befand es sich weiter auf der Kirchturmspitze. Erst kurz vor Einmarsch der US-Truppen ließ die Angst vor Vergeltung einige der Bewohner auf die Idee kommen, das Hakenkreuz zu entfernen. Ein im Ort eingesetzter ukrainischer Zwangsarbeiter vollbrachte die Rettungsaktion.
Im Zweiten Weltkrieg (1939–1945) fielen insgesamt 96 Einwohner des Ortes bzw. wurden vermisst.
Nach dem Krieg hatte Holzthaleben, bedingt durch den Zuzug/die Unterbringung von Vertriebenen, die höchste Einwohnerzahl seiner Geschichte.
Wie ganz Thüringen, wurde Anfang Juli 1945 auch Holzthaleben von den Amerikanern an die Rote Armee übergeben, womit der Ort Teil der SBZ und ab 1949 der DDR wurde. Es folgten die üblichen entschädigungslosen Enteignungen und in den 1950er Jahren die Kollektivierung der Landwirtschaft.
Wegen mangelnder Rentabilität wurde am 30. November 1969 der Personenverkehr auf der Eisenbahnstrecke Ebeleben – Keula eingestellt.
Seit der Gründung der Einheitsgemeinde Helbedündorf am 25. November 1993 ist Holzthaleben ein Ortsteil dieser neuen Gemeinde.

### Einwohnerentwicklung

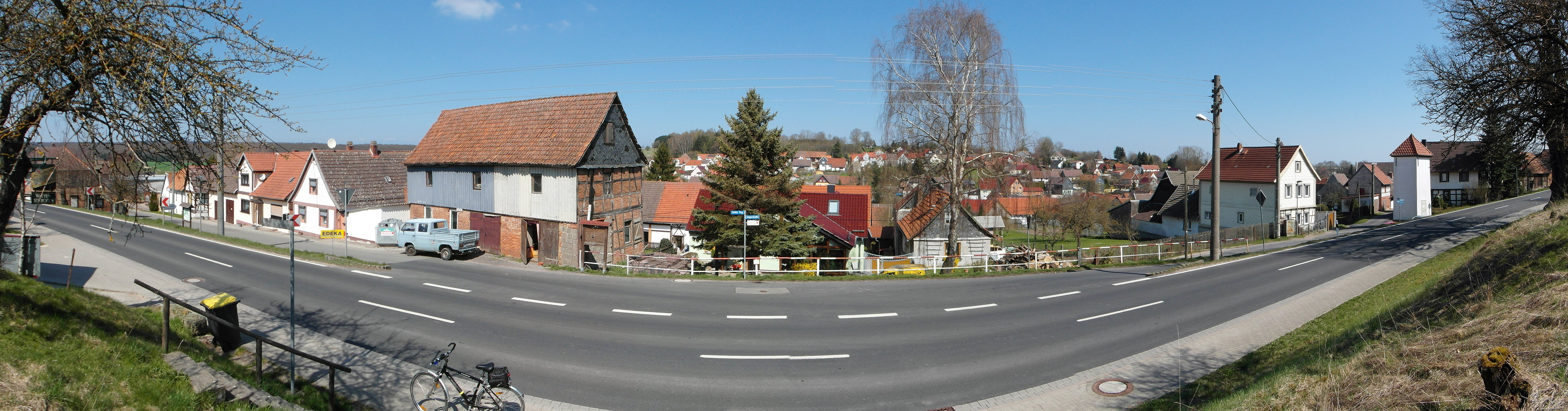
Holzthaleben, Keulaer Str.

| Jahr | Einwohnerzahl |
| ---- | ------------- |
| 1578 | 740           |
| 1641 | 134           |
| 1646 | 193           |
| 1656 | 425           |
| 1729 | 1.300         |
| 1806 | 1.024         |
| 1846 | 1.178         |
| 1934 | 1.320         |
| 1939 | 1.255         |

| Datum | Einwohnerzahl | Bemerkung           |
| ----- | ------------- | ------------------- |
| 1946  | 1.627         |                     |
| 1950  | 1.926         | 500 Flüchtlinge     |
| 1955  | 1.789         |                     |
| 1989  | 1.277         |                     |
| 2000  | 1.145         |                     |
| 2005  | 1.101         |                     |
| 2010  | 971           | Stand 31. Dez. 2010 |
| 2019  | 840           |                     |

## Städtepartnerschaften
Seit 1991 besteht wieder zu Maxdorf im Rhein-Pfalz-Kreis eine Gemeindepartnerschaft.

## Kultur und Sehenswürdigkeiten

### Museen
Im Ort existiert ein Heimatmuseum, das die Geschichte Holzthalebens dokumentiert. Es wurde im ältesten Backhaus der Gemeinde, einem denkmalgeschützten Fachwerkhaus, eingerichtet.

### Naturdenkmäler
Südöstlich der Ortslage befindet sich mit dem Mehlisch Hölzchen ein etwa 4 ha großes Naturschutzgebiet.
Einige Kilometer nördlich befinden sich die Reste der Helbeburg, einer mittelalterlichen Wallburg.

## Wirtschaft und Infrastruktur

### Wirtschaft
Die örtliche Wirtschaft ist durch die Land- und Forstwirtschaft und das Handwerk geprägt.

### Verkehr
Der Ort ist durch die Landesstraßen 1032 (Leinefelde – Ebeleben) und 2096 (Holzthaleben – Schlotheim – Issersheilingen) an das Straßennetz angebunden.
Seit der Fertigstellung Anschlussstelle Bleicherode an der Bundesautobahn 38 (Göttingen – Leipzig) ist der nächste Autobahnanschluss etwa 21 km vom Ort entfernt.
Bis zur Einstellung des Personenverkehrs auf der Strecke Ebeleben – Keula im Jahr 1969 bestand Anschluss an das Eisenbahnnetz. Seitdem kann Holzthaleben im Rahmen des öffentlichen Personennahverkehrs (ÖPNV) nur noch mit verschiedenen Busverbindungen erreicht werden.